# 庞国梅
庞国梅（1967年—），女，汉族，广东湛江人，中华人民共和国政治人物，中国共产党党员，第十二届全国人民代表大会广东地区代表。

## 生平
庞国梅毕业于中山大学高级管理人员工商管理专业。曾长期在湛江市、广东省团委任职，2002年改任广东省总工会副主席，2004年任中共东莞市委常委、组织部长。2011年10月提名江门市人民政府市长候选人。2013年当选为第十二届全国人大代表。2012年1月至2014年9月，任中共江门市委副书记、市长。2014年9月，升任中共云浮市委书记、市人大常委会主任。2018年6月，转任中共广东省委统战部副部长、省人民政府侨办主任。